# Communauté de communes du Bocage d'Athis
La communauté de communes du Bocage d'Athis est une ancienne communauté de communes française, située dans le département de l'Orne et la région Normandie.

## Histoire
La communauté de communes du Bocage d'Athis-de-l'Orne est créée par arrêté préfectoral du 23 décembre 1993.
Le 1er janvier 2017, la communauté de communes du Bocage d'Athis est dissoute. Ses communes sont intégrées à la communauté d'agglomération Flers Agglo.

## Composition
La communauté de communes regroupait neuf communes du canton d'Athis-de-l'Orne :
| Nom                          | Code Insee | Gentilé         | Superficie (km2) | Population (dernière pop. légale) | Densité (hab./km2) |
| ---------------------------- | ---------- | --------------- | ---------------- | --------------------------------- | ------------------ |
| Athis-Val de Rouvre (siège)  | 61007      |                 | 76,74            | 4 306 (2014)                      | 56                 |
| Berjou                       | 61044      |                 | 8,82             | 492 (2014)                        | 56                 |
| Cahan                        | 61069      | Cahanais        | 5,87             | 171 (2014)                        | 29                 |
| Durcet                       | 61148      | Durcétois       | 9,54             | 290 (2014)                        | 30                 |
| La Lande-Saint-Siméon        | 61219      |                 | 5,33             | 144 (2014)                        | 27                 |
| Ménil-Hubert-sur-Orne        | 61269      | Ménil-Hubertins | 10,68            | 474 (2014)                        | 44                 |
| Sainte-Honorine-la-Chardonne | 61407      | Chardonnais     | 14,40            | 731 (2014)                        | 51                 |
| Saint-Philbert-sur-Orne      | 61444      | Philibériens    | 5,97             | 108 (2014)                        | 18                 |
| Saint-Pierre-du-Regard       | 61447      | Pétruviens      | 9,30             | 1 405 (2014)                      | 151                |

Avant le 1er janvier 2016 et la création de la commune nouvelle d'Athis-Val de Rouvre regroupant les communes d'Athis-de-l'Orne, Bréel, La Carneille, Notre-Dame-du-Rocher, Ronfeugerai, Ségrie-Fontaine, Taillebois et Les Tourailles, elle était constituée de seize communes.

## Administration
| Période        | Période        | Identité         | Étiquette | Qualité                                    |
| -------------- | -------------- | ---------------- | --------- | ------------------------------------------ |
| ?              | avril 2001 (?) | Maurice Duron    |           | Maire d'Athis-de-l'Orne                    |
| avril 2001 (?) | avril 2008     | Pierre Sauques   |           | Maire de Durcet                            |
| avril 2008     | mars 2011      | Claudine Étienne |           | Maire de Ségrie-Fontaine                   |
| mars 2011      | décembre 2016  | Philippe Verrier |           | Adjoint au maire de Saint-Pierre-du-Regard |